# Saumont-la-Poterie
Saumont-la-Poterie är en kommun i departementet Seine-Maritime i regionen Normandie i norra Frankrike. Kommunen ligger i kantonen Forges-les-Eaux som tillhör arrondissementet Dieppe. År 2022 hade Saumont-la-Poterie 413 invånare.

## Befolkningsutveckling
Antalet invånare i kommunen Saumont-la-Poterie
| Referens: INSEE |